# Бертсдорф-Хёрниц
Бертсдорф-Хёрниц (нем. Bertsdorf-Hörnitz) — община в Германии, в земле Саксония. Подчиняется административному округу Дрезден. Входит в состав района Гёрлиц. Подчиняется управлению Ольберсдорф. Население составляет 2303 человека (на 31 декабря 2010 года). Занимает площадь 17,98 км².
Община подразделяется на 2 сельских округа.

## Население
| Год  | Численность | Численность |
| ---- | ----------- | ----------- |
| 2017 | 2096        | [ 1 ]       |
| 2019 | 2113        | [ 3 ]       |
| 2021 | 2042        | [ 4 ]       |
| 2022 | 2019        | [ 5 ]       |
| 2023 | 2006        | [ 2 ]       |